# Maserati 4CLT
Maserati 4CLT je Maseratijev dirkalnik Formule 1, ki je bil v Formuli 1 v uporabi med sezonama 1950 in 1952, na dirkah za Veliko nagrado pa od sezone 1948. Z njim so dirkali Luigi Villoresi,  Reg Parnell, Toulo de Graffenried, Juan Manuel Fangio, Louis Chiron, B. Bira, Harry Schell in Giuseppe Farina. Je izboljšana verzija dirkalnika Maserati 4CL, T označuje, da je dirkalnik še bolj cevne oblike. Tudi motor je izboljšan, saj lahko proizvaja 260 KM, motor dirkalnika 4CL pa okoli 220 KM. Nekoliko je bilo tudi izboljšano vzmetenje dirkalnika. 

## Različice

### 4CLT/48Sanremo
Prva različica dirkalnika 4CLT je poimenovana po prvo dirki na kateri je nastopil, dirki za Veliko nagrado San Rema v sezoni 1948. Ime se je prijelo predvsem, ker je Alberto Ascari že na debiju dirkalnika tudi zmagal. Nato je do konca sezone Luigi Villoresi dosegel še štiri zmage na pomembnejših dirkah, tudi na dirki najvišjega ranga Grandes Épreuves za Veliko nagrado Velike Britanije. Nato ga je nadomestila različica 4CLT/49, kljub temu pa je Louis Chiron z dirkalnikom 4CLT/48 dosegel najboljšo uvrstitev Maseratijevih dirkalnikov na prvenstvenih dirkah Formule 1 v sezoni 1950, ko je dosegel tretje mesto na dirki za Veliko nagrado Monaka. Zadnjič je bil dirkalnik v Formuli 1 uporabljen na dirki za Veliko nagrado Italije v sezoni 1955, ko se moštvu Arzani-Volpini s predelanim dirkalnikom ni uspelo kvalificirati na dirko.

### 4CLT/49
4CLT/49 ima malce spremenjene zavorne dirke, hladilni sistem, razporeditev ročic v cockpitu in rezervoar za olje. Triu Ascari, Villoresi in Parnell sta se pridružila še Juan Manuel Fangio in Toulo de Graffenried, peterica pa je zmagal kar na devetih od prvih petnajstih dirk v sezoni 1949, tudi na dirki najvišjega ranga Grandes Épreuves za Veliko nagrado Velike Britanije, kjer je zmagal de Graffenried. Toda v drugem delu sezone so dosegli le še tri zmage, saj so večino zmag pobrali izboljšani dirkalniki Ferrarija in Talbota. Dirkalnik 4CLT/49 je bil tudi tovarniško predelan, da je imel lahko vgrajen močnejši motor OSCA.

### 4CLT/50
Različica 4CLT/50 je bila pripravljena za prvo sezono Svetovnega prvenstva Formule 1 z močnejšim motorjem, nižjo skupno težo dirkalnika za 10 kg, skrajšanjem časa vžiga, kar je dvignilo moč motorja na 280 KM. Toda te izboljšave so se izkazale za premočne za že zastarel dirkalnik, ki ga je na večini prvenstvenih dirk ustavila okvara motorja. Na neprvenstvenih dirkah pa je šlo bolje, saj je Juan Manuel Fangio dobil dirko Grand Prix de Pau, Parnell Richmond Trophy, David Hampshire pa Nottingham Trophy. Moštvo Milano je s predelanim dirkalnikom 4CLT/50 nastopalo v Formuli 1 v sezonah 1950 in 1951, toda brez uspeha.
V sezoni 1951 je de Graffenried dobil neprvenstveno dirki Richmond Trophy, Giuseppe Farina pa Veliko nagrado Pariza, toda zaradi prehoda na pravila Formule 2 od sezone 1952 je bil dirkalnik 4CLT pretežek in s premalo močnim motorjem glede na konkurenco. Tudi privatna moštva, ki so v prvih dveh letih Formule 1 pogosto uporabljala ta dirkalnik, so od tedaj dalje raje uporabljala manjše in lažje dirkalnike. 